# Carlos Lacerda
Carlos Frederico Werneck de Lacerda GCC (Rio de Janeiro, 30 de abril de 1914 – Rio de Janeiro, 21 de maio de 1977) foi um jornalista e político brasileiro. Foi membro da União Democrática Nacional (UDN), vereador (1947), deputado federal (1955–60) e governador do estado da Guanabara (1960–65). Foi fundador (em 1949) e proprietário do jornal Tribuna da Imprensa, assim como criador (em 1965) da editora Nova Fronteira.

## Origens
Carlos Lacerda nasceu no Rio de Janeiro, então Distrito Federal, onde seu avô residia e seu pai tinha grandes interesses políticos. Recebeu o nome de Carlos Frederico como homenagem aos pensadores políticos Karl Marx e Friedrich Engels. Era filho do político, tribuno e escritor Maurício de Lacerda (1888–1959) e de Olga Caminhoá Werneck (1892–1979), sendo neto paterno de Sebastião Lacerda, ministro do Supremo Tribunal Federal e ministro dos Transportes no governo de Prudente de Morais. Pela família materna, era bisneto do botânico Joaquim Monteiro Caminhoá, trineto do barão do Ribeirão, descendente direto de Inácio de Sousa Vernek, descendente materno de alemães cuja família tinha importante influência política e econômica na região; sobrinho-bisneto do barão de Maçambara, do visconde de Cananeia, do barão de Avelar e Almeida, da baronesa de Werneck, sobrinho-trineto do barão de Santa Fé e sobrinho-tetraneto do 1.º barão de Santa Justa.
Seus pais eram primos, descendentes em linhas afastadas de Francisco Rodrigues Alves, o primeiro sesmeiro da cidade de Vassouras. Por outro lado, embora tivesse sobrenome parecido com o do 2.º Barão de Pati do Alferes, o seu sobrenome Lacerda origina-se de seu bisavô, um confeiteiro português de origem pobre e que se estabeleceu em Vassouras. Seu bisavô, logo que veio para o Brasil, se casou com uma descendente de Francisco Rodrigues Alves (estes serão os pais de seu avô paterno, Sebastião Lacerda). Seu bisavô português chamava-se João Augusto Pereira de Lacerda e pertencia a uma das principais famílias da nobreza açoriana, os Lacerdas do Faial, descendentes das nobres famílias dos Pereiras, senhores da Feira, e dos Lacerdas, descendentes dos reis de Castela e Leão e dos de França.
Ingressou em 1929 no curso de Ciências Jurídicas e Sociais da então Faculdade de Direito da Universidade do Rio de Janeiro, atual Faculdade Nacional de Direito da Universidade Federal do Rio de Janeiro (UFRJ).  Durante seu período acadêmico, destacou-se como exímio orador e participou ativamente do movimento estudantil de esquerda no Centro Acadêmico Cândido de Oliveira. Devido ao grande envolvimento em atividades políticas, abandonou o curso em 1932.
Tornou-se militante comunista, seguindo os passos de seu pai, Maurício de Lacerda, e dos seus tios Paulo Lacerda e Fernando Paiva de Lacerda, antigos militantes do Partido Comunista Brasileiro (PCB).
Sua primeira ação contra o governo de Getúlio Vargas implantado com a revolução de 1930 deu-se em janeiro de 1931, quando planejou incentivar marchas de desempregados no Rio de Janeiro e em Santos durante as quais ocorreriam ataques ao comércio. A conspiração comunista foi descoberta e desbaratada pela polícia liderada por João Batista Luzardo.

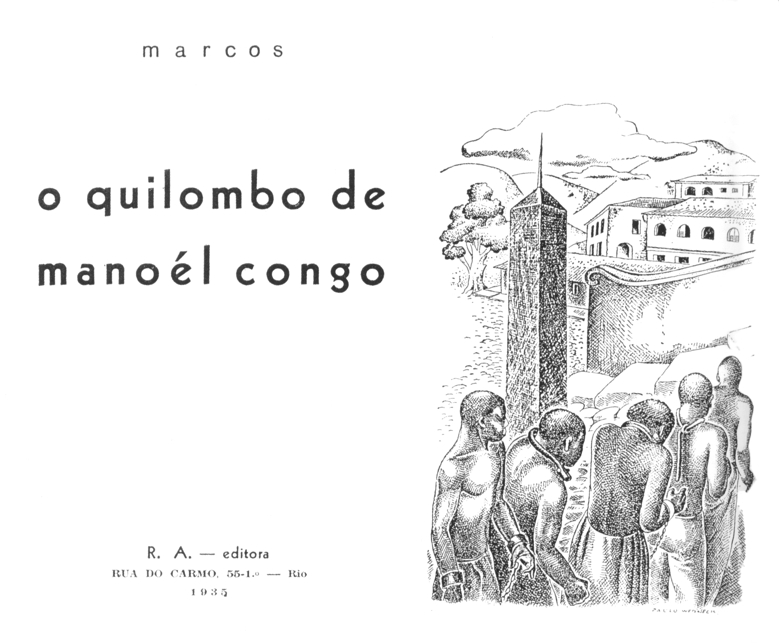
, pseudônimo Marcos

Em março de 1934 ficou responsável pela leitura do manifesto de lançamento oficial da Aliança Nacional Libertadora (ANL), entidade anti-imperialista, que combatia o latifúndio e lutava pela democracia, em uma solenidade na cidade do Rio de Janeiro à qual compareceram milhares de pessoas. Na ocasião também propôs que Luís Carlos Prestes fosse o presidente de honra da entidade, sugestão que foi aceita.
No ano seguinte publicou, com o pseudônimo de Marcos, um livreto contando a história do quilombo de Manuel Congo. Apesar do viés de propaganda comunista juvenil, o livreto resultou da primeira pesquisa histórica feita sobre um assunto que fora quase esquecido.
Quando ocorreu o fracasso da Intentona Comunista de 1935, teve que se esconder na velha chácara da família em Comércio (atual localidade de Sebastião de Lacerda no município fluminense de Vassouras) e ser protegido pela família influente.
Rompeu com o movimento comunista em 1939, dizendo considerar que tal doutrina "levaria a uma ditadura, pior do que as outras, porque muito mais organizada, e, portanto, muito mais difícil de derrubar". A partir de então, como político e escritor, consagrou-se como um dos maiores porta-vozes das ideologias conservadora e direitista no país, e grande adversário de Getúlio Vargas, e dos movimentos políticos trabalhista e comunista, sendo contado como um dos principais oradores da ‘Banda de música da UDN’.
Era torcedor e sócio proprietário do Flamengo.

## O anti-Getúlio

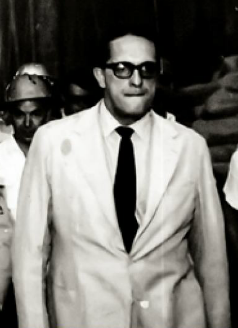
Carlos Lacerda, grande coordenador da oposição política a Getúlio Vargas

Inimigo político declarado de Getúlio Vargas, Carlos Lacerda foi um importante articulador da oposição à candidatura de Vargas à presidência em 1950 e, mais tarde, ao seu governo constitucional, até agosto de 1954. Em 1949, fundara o jornal Tribuna da Imprensa, que se tornaria um instrumento central de crítica a Vargas e seus aliados. Em editorial publicado em 1º de junho de 1950, intitulado "Advertência oportuna", Lacerda escreveu sobre o então candidato da Frente Populista:
"O senhor Getúlio Vargas, senador, não deve ser candidato à presidência. Candidato, não deve ser eleito. Eleito, não deve tomar posse. Empossado, devemos recorrer à revolução para impedi-lo de governar."
Ao longo do mandato de Vargas, Lacerda aliou-se a militares intervencionistas e a partidos oposicionistas — sobretudo à UDN, à qual se filiara — num esforço coordenado para derrubar o presidente.
Lacerda foi vítima de atentado a bala na porta do prédio onde residia, número 180 da Rua Tonelero, em 5 de agosto de 1954, quando voltava de uma palestra no Colégio São José, no bairro da Tijuca. No Atentado da Rua Tonelero, como entrou para a história, morreu o major da Aeronáutica Rubens Vaz, membro de um grupo de jovens oficiais que se dispuseram a acompanhá-lo e protegê-lo das ameaças que vinha sofrendo. Atingido de raspão em um dos pés, Lacerda foi socorrido e medicado em um hospital. Lá mesmo, acusou os homens do Palácio do Catete, sede do poder executivo, como mandantes do crime.
A pressão midiática e a comoção pública com a morte do Major Rubens Vaz obrigaram o governo a instaurar um IPM para investigar o atentado. Rapidamente, os militares ligados a Lacerda fizeram do inquérito o palco perfeito para fomentar ainda mais a crise. Uma série de investigações levou à prisão dos autores do crime, que confessaram o envolvimento do chefe da guarda pessoal de Vargas, Gregório Fortunato e do irmão do presidente, Benjamim Vargas.
Com a conclusão do IPM (chamado na imprensa de "República do Galeão") instaurado pelo Brigadeiro Nero Moura, Ministro da Aeronáutica, o presidente do Inquérito, indicado pelo Ministro, Coronel João Adil de Oliveira informou, em audiência com o presidente Vargas, que havia a existência de indícios sólidos sobre a participação de membros da Guarda no atentado.
Dezenove dias depois, com o agravamento da crise política e o ultimato das Forças Armadas pela sua renúncia, Getúlio Vargas suicidou-se com um tiro no peito em 24 de agosto. O suicídio reverteu a opinião pública e provocou uma imensa onda de comoção e revolta. Isso obrigou Lacerda e parte de seu grupo a deixar o país. Na época, milhares de revoltosos tomaram as ruas, empastelando jornais do Globo, ligados à oposição.

## Lacerda e a posse de Juscelino
Lacerda participou ainda de nova tentativa de golpe de estado em 1955, quando se uniu aos militares e à direita udenista para impedir a eleição e a posse do presidente eleito Juscelino Kubitschek e seu vice-presidente, João Goulart.

Enterro de Carlos Luz. Em destaque, ao lado do caixão: Afonso Arinos e Carlos Lacerda

As manobras intervencionistas começaram já no período eleitoral, quando ocorreu o episódio da Carta Brandi, uma notícia supostamente falsa plantada pelos opositores no jornal de Lacerda que envolvia João Goulart num pretenso contrabando de armas da Argentina para o Brasil.
Após a eleição de Juscelino, Carlos Luz, presidente interino à época, aliado aos militares e a Carlos Lacerda, tramaram uma nova intervenção. A bordo do Cruzador Tamandaré, fizeram a resistência, no entanto o navio fora alvejado a tiros pela artilharia do exército a mando do General Teixeira Lott, que nas eleições seguintes, em 1960, se candidataria à presidência. Foi o último tiro de guerra disparado na Baía da Guanabara no Rio de Janeiro. Durante anos, o episódio ficou conhecido como o golpe de Lott, um dos únicos golpes legalistas da história do Brasil.
Vencido após a sua tentativa de golpe, Lacerda partiu para um exílio breve em Cuba, que ainda estava sob o regime do caudilho Fulgencio Batista, antes de Fidel chegar ao poder através da Revolução Cubana.
Voltou em seguida para reassumir sua cadeira de deputado e continuar a oposição a Juscelino Kubitschek, atacando, entre outras coisas, a construção de Brasília.

## Governador da Guanabara

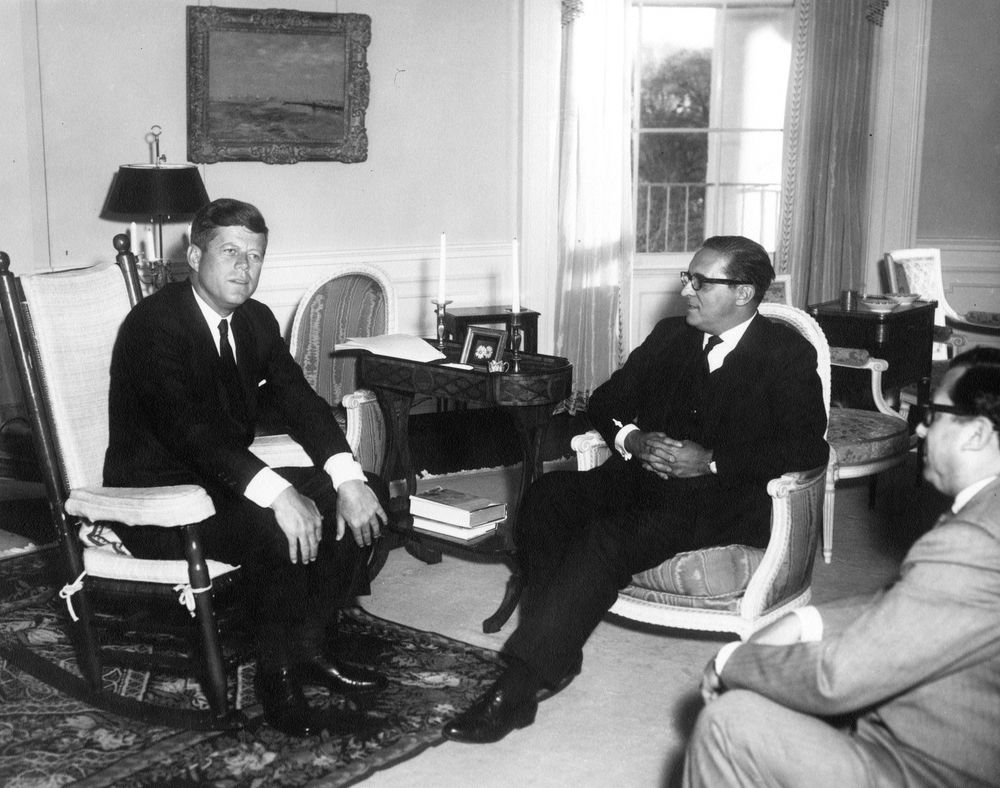
O então presidente dos Estados Unidos, John F. Kennedy, conversando com Carlos Lacerda em 1962, quando era governador da Guanabara.

Com a transferência da capital para Brasília, candidatou-se ao governo do recém-criado estado da Guanabara. Apesar do grande favoritismo inicial, Lacerda foi eleito por pequena margem, tendo sido ajudado pela divisão de votos populares que ocorreu com a candidatura de Tenório Cavalcanti ao mesmo cargo.
Em 24 de agosto de 1961, fez um discurso em cadeia nacional de rádio e televisão atacando o presidente Jânio Quadros, seu ex-aliado. A renúncia de Jânio ocorreu no dia seguinte, em 25 de agosto. Em debate na Band no ano de 1982, Quadros afirmou que Lacerda foi "quem provocou o 25 de agosto", chamando-o também de inimigo figadal seu e do povo brasileiro.
Durante seu governo, foi divulgado que policiais assassinavam os mendigos que perambulavam pela cidade e jogavam seus corpos no rio da Guarda, afluente do rio Guandu. O governo de Carlos Lacerda foi acusado pela imprensa de oposição de ter dado instruções aos policiais para que realizassem estes assassinatos. Tal assunto foi alvo de uma Comissão Parlamentar de Inquérito (CPI) da Assembleia Legislativa, do então Estado da Guanabara, onde Paulo Duque foi o seu relator. Lacerda demitiu o Secretário de Segurança e o envolvimento dos escalões superiores do governo nestes fatos nunca foi provado.
Iniciou-se no seu governo a construção do Aterro do Flamengo, inaugurado em outubro de 1965, além de ter sido concluído o Túnel da Santa Bárbara, inaugurado em abril de 1964 e projetada e iniciada a construção do Túnel Rebouças, inaugurado posteriormente em 1967.
Começou também em seu governo o processo para a remoção da Favela do Esqueleto e da Favela do Pasmado. Os moradores dessas favelas foram transferidos para conjuntos habitacionais criados, como a Cidade de Deus, A Vila Kennedy e a Vila Aliança, todos financiados pelo programa Aliança para o Progresso, criado pelo presidente americano John F. Kennedy.
Participou das articulações conspiratórias que precederam o golpe militar de 1964, mas não estava nas etapas finais. Sabia com antecedência da deflagração do movimento prevista para o início de abril, e após a partida de Olímpio Mourão Filho em Minas Gerais, entrincheirou-se com a Polícia Militar e voluntários no Palácio Guanabara, sede do governo, antecipando um ataque dos fuzileiros navais do almirante Cândido Aragão. Ele nunca veio: Aragão queria atacar, mas não tinha autorização do Presidente. Em discurso contra o almirante ele disse:
"Viva a liberdade, viva o Brasil, viva a honra do Brasil, viva a dignidade do Brasil!

Almirante Aragão, Almirante Aragão, assassino monstruoso, incestuoso miserável. Almirante Aragão, não te aproximes, porque eu te mato com meu revólver! Canalha, bandido, traidor, a sua hora chegou! Foge enquanto é tempo, garanta a impunidade. Bandido, matador e mandante de inocentes soldados para matar outros soldados, para esconder sua desonradez, canalha!"

- Carlos Lacerda, 1º de abril de 1964
A 22 de Julho de 1964 foi agraciado com a Grã-Cruz da Ordem Militar de Cristo de Portugal.

## A desilusão com 1964 e a cassação
Voltou-se contra o novo regime em 1966, com a prorrogação do mandato do presidente Castelo Branco. Segundo Lacerda, a prorrogação do mandato de Castelo Branco levaria o recém-instalado governo "revolucionário" a se consolidar como um regime militar permanente. Confiava no sucesso do governo que tinha realizado no estado da Guanabara para enfrentar o candidato de oposição Juscelino Kubitschek.
Em novembro de 1966 lançou a Frente Ampla, movimento de resistência ao Regime militar de 1964, que seria liderada por ele e por seus antigos opositores João Goulart e Juscelino Kubitschek. Foi cassado em dezembro de 1968 pelo regime militar e levado preso para um Regimento de Cavalaria da Polícia Militar, onde ficou na mesma cela que o seu antigo companheiro do PCB Mário Lago, com quem não falava havia décadas. Em seguida, voltou a trabalhar por pouco tempo como jornalista, antes de dedicar-se às atividades na editora de sua propriedade, Nova Fronteira.
Morreu na Clínica São Vicente em 1977, vítima de um infarto no miocárdio. O fato de os três líderes da Frente Ampla terem morrido em datas muito próximas levantou uma teoria de que essas mortes pudessem estar relacionadas, o que nunca foi comprovado.
Em 20 de maio de 1987, através do decreto federal nº 94.353, teve restabelecidas, post mortem, as condecorações nacionais que lhe foram retiradas e Lacerda foi reincluído nas ordens do mérito das quais fora excluído em 1968.

## Empresário e escritor
Em 1965 fundou a Editora Nova Fronteira, que publicou importantes autores nacionais e estrangeiros, inclusive o Dicionário Aurélio (de 1975 até 2004).
Escreveu numerosos livros, entre eles: O Caminho da Liberdade (1957), O Poder das Ideias (1963), Brasil entre a Verdade e a Mentira (1965), Paixão e Ciúme (1966), Crítica e Autocrítica (1966), A Casa do Meu Avô: pensamentos, palavras e obras (1977).
Depoimento (1978) e Discursos Parlamentares (1982) foram compilados e publicados após a sua morte.

## Representações na cultura
Carlos Lacerda já foi retratado como personagem no cinema e na televisão:
- Carlos Cabral, na minissérie Agosto (1993)[31]
- Pedro Gustavo, no Documentário Lacerda (1996)
- Marcos Palmeira, no filme "Bela Noite para Voar" (2005)
- José de Abreu, na minissérie "JK" (2006)
- Marcello Airoldi, no filme "Flores Raras" (2013)[32]
- Alexandre Borges, no filme Getúlio (2014)

## Herdeiros políticos
O nome de Carlos Lacerda foi usado pelo seu sobrinho-neto, Marcio Lacerda, usando-se disso para se promover na política. E a medida que cresciam as influências das forças de esquerda depois da Ditadura, evitou a associação do nome de seu tio-avô ao conservadorismo.